# Fernández
Fernández – miasto w Argentynie, w prowincji Santiago del Estero, stolica departamentu Robles.
Według danych szacunkowych na rok 2010 miejscowość liczyła 12 886 mieszkańców.